# HO Большой Медведицы
HO Большой Медведицы (лат. HO Ursae Majoris), HD 98685 — одиночная переменная звезда в созвездии Большой Медведицы на расстоянии приблизительно 2270 световых лет (около 696 парсеков) от Солнца. Видимая звёздная величина звезды — от +8,56m до +8,42m.

## Характеристики
HO Большой Медведицы — красная пульсирующая медленная неправильная переменная звезда (LB) спектрального класса Ma.